# Mount Kring
Mount Kring ist ein etwa 2100 m hoher und klar umrissener Nunatak im ostantarktischen Viktorialand. Er ragt 21 km südwestlich des Mount Wood am Nordrand des oberen Abschnitts des David-Gletschers auf.
Der Kartograph D. B. McC Rainey vom Department of Lands and Survey in Neuseeland benannte ihn. Namensgeber ist Staff Sergeant Arthur Lyall Kring (1926–1972) vom United States Marine Corps, Navigator bei Flügen der Flugstaffel VX-6 der United States Navy im Dienst für neuseeländische Feldforschungsmannschaften in diesem Gebiet zwischen 1962 und 1963.